# Salomonen-Rindenschild
Der Salomonen-Rindenschild ist eine Schutzwaffe und ein Standeszeichen von den Salomonen.

## Beschreibung
Der Salomonen-Rindenschild besteht aus Baumrinde, er ist bogenförmig gearbeitet und an der Ober- und Unterseite eingerollt. In die eingerollten Enden ist jeweils ein rechteckiges Stück Holz eingefügt, um diesen Bereich zu stabilisieren. Auf der Rückseite sind dünne Holzstäbe waagerecht zur Verstärkung angebracht. Seine Oberfläche ist mit einer Paste aus Nüssen eingerieben. Es ist auf der Außenseite mit Intarsien aus Perlmutt und mit Farbe verziert. Der Griff ist schlaufenförmig und besteht aus Pflanzenfasern. Aufgrund der Zerbrechlichkeit ist es als sicher anzunehmen, dass diese Schilde nicht für den Krieg, sondern für zeremonielle und Standeszwecke benutzt wurden. Man nimmt an, dass sie als Standesinsignie für Häuptlinge dienten. Die Zeichnungen auf der Außenseite stellen menschliche Köpfe dar, sie sollen die abgetrennten Köpfe von Feinden darstellen, da die Melanesier wie auch andere Ethnien die Kopfjagd betrieben. Da die Schilde sehr zerbrechlich sind, gibt es heute nur noch wenige Exemplare.